# Shirley Kurata
Pour les articles homonymes, voir Kurata.
Shirley Kurata, née à Los Angeles (États-Unis), est une styliste et costumière américaine.
Elle a été nommée pour l'Oscar de la meilleure création de costumes à la 95e cérémonie des Oscars pour son travail dans Everything Everywhere All at Once de Daniel Kwan et Daniel Scheinert.

## Filmographie partielle

### Au cinéma
- 1998 :  Sorcerers
- 1999 :  After One Cigarette  (court métrage)
- 1999 :  The Murder in China Basin
- 2009 :  CineMash: Sid and Nancy (court métrage)
- 2009 :  Water Pills  (court métrage)
- 2015 :  Seoul Searching de Benson Lee
- 2018 :  Shatterbox (série télévisée, 1 épisode)
- 2019 :  Sister Cities  (court métrage)
- 2021 :  Généra+ion (série télévisée, 16 épisodes)
- 2022 :  House Comes with a Bird  (court métrage)
- 2022 :  Everything Everywhere All at Once de Daniel Kwan et Daniel Scheinert

## Récompenses et distinctions
- (en) Shirley Kurata: Awards, sur l'Internet Movie Database